# Porsche 989
Porsche 989 var en prototypbil tänkt att bli den första Porschen utrustad med fyra dörrar. Planerna var långt framskridna men då Porsches ekonomi inte var den bästa lades projektet ned. 
Bilen skulle utrustas med en frontmonterad 4,2 liters vattenkyld V8 och ersätta Porsche 928.
En intressant sak med utformningen av denna prototyp är att framlysena går att känna igen hos Porsche 996. Denna konstruktion av framlyktor skapades alltså redan 1995. 